# Куп Југославије у фудбалу 1951.
Куп Југославије у фудбалу 1951. се одржава пети пут од оснивања овог такмичења у организацији Фудбалског савеза Југославије. Завршни део се одржао у периоду од 11. новембра до 23. децембра 1951. године.
У предтакмичењу ове године је учествовало 1.379 клубова, од којих се њих 64 квалификовало за завршни део. Међу њима је било 36 републички представника, 12 клубова Прве лиге, 16 клубова Друге лиге Југославије. Ту је било:
- 27 клубова из НР Србије,
- 20 клубова из НР Хрватске,
- 7 клубова из НР Босне и Херцеговине,
- 6 клубова из НР Македоније,
- 3 клуба из НР Словеније,
- 3 клуба из НР Црне Горе
Према првилима ако су оба клуба у финалу ван Београда играју све две утакмице у финалу у местима из којих су клубови. Жребом се одређује место одигравања првог сусрета.
Финалисти су били Динамо из Загреба и Војводина из Новог Сада. Друга утакмица требало је да се игра у Новом Саду, али због великог интересовања које је владало за реванш утакмицу, Војводина је одлучила да се утакмица одигра у Београду.

## Прво коло
| Утак. | Клуб, Место                    | Резултат       | Клуб, Место         |
| ----- | ------------------------------ | -------------- | ------------------- |
| 1.    | Вардар Скопље                  | 7:1            | Дубочица Лесковац   |
| 2.    | Напредак Крушевац              | 3:0            | Тимок Зајечар       |
| 3.    | Вележ Мостар                   | 3:0 сл.        | Змај, Макарска      |
| 4.    | Бокељ Котор                    | 3:1            | Жељезничар Сарајево |
| 5.    | ФК Бачка Бачка Паланка         | 1:0            | ОФК Београд         |
| 6.    | Раднички Ниш                   | 1:0            | Вардар Скопље       |
| 7.    | Пула                           | 2:1 (1:1, 1:0) | Одред Љубљана       |
| 8.    | Задар                          | 1:2            | Хајдук Сплит        |
| 9     | Србобран                       | 3:2            | Славија Нови Сад    |
| 10.   | Славен Борово                  | 0:2            | Спартак Суботица    |
| 11.   | Слобода Титово Ужице           | 1:11           | Партизан Београд    |
| 12.   | Локомотива Ријека              | 2:3            | Кварнер             |
| 13.   | Рудар Трбовље                  | 0:6            | Локомотива Загреб   |
| 14.   | Челик Зеница                   | 0:3            | Сарајево            |
| 15.   | Борац Чачак                    | 0:1            | БСК II Београд      |
| 16.   | Напријед Сисак                 | 1:0            | Борац Загреб        |
| 17.   | Црвена звезда Београд          | 7:0            | 6. октобар Кикинда  |
| 18.   | Радник Велика Горица           | 2:1            | Загреб              |
| 19.   | Славија Карловац               | 0:3            | Динамо Загреб       |
| 20.   | Црвена звијезда Славонски Брод | 1:2            | Јединство Брчко     |
| 21.   | Пролетер Зрењанин              | 4:0            | Дебељача            |
| 22.   | Мачва Шабац                    | 8:6 (6:6, 4:3) | Раднички Обреновац  |
| 23.   | Металац Загреб                 | 2:1            | Слобода Вараждин    |
| 24.   | Босна Сарајево                 | 0:1            | Пролетер Теслић     |
| 25.   | Граничар Бела Црква            | 1:2            | Динамо Панчево      |
| 26.   | Слога Петровац на Млави        | 4:1            | Раднички Београд    |
| 27.   | Бјеловар                       | 1:10           | Пролетер Осијек     |
| 28.   | Војводина                      | 4:1            | Милиционар Београд  |
| 29.   | Јединство Бачка Топола         | 2:0            | Спорт Бездан        |
| 30.   | Ловћен Цетиње                  | 2:0            | Будућност Титоград  |
| 31.   | Мура Мурска Собота             | 4:3            | Текстилац Вараждин  |
| 32.   | Победа Прилеп                  | 1:2            | Работнички Скопље   |

## Шеснестина финала
| Утак. | Клуб, Место            | Резултат            | Клуб, Место             |
| ----- | ---------------------- | ------------------- | ----------------------- |
| 1.    | Спартак Суботица       | 0:2                 | Јединство Бачка Топола  |
| 2.    | Вележ Мостар           | 8:1                 | Ловћен Цетиње           |
| 3.    | Хајдук Сплит           | 3:0 сл              | Бокељ Котор             |
| 4.    | Раднички Ниш           | 0:2                 | Црвена звезда Београд   |
| 5.    | Динамо Загреб          | 9:0                 | Радник Велика Горица    |
| 6.    | Србобран               | 0:6                 | Војводина               |
| 7.    | Сарајево               | 2:1                 | Пролетер Теслић         |
| 8.    | Динамо Панчево         | 1:2                 | Мачва Шабац             |
| 9     | ОФК Београд II Београд | 2:1                 | Вардар Скопље           |
| 10.   | Пула                   | 2:1                 | Кварнер                 |
| 11.   | Напријед Сисак         | 1:2                 | Металац Загреб          |
| 12.   | Партизан Београд       | 15:0                | Слога Петровац на Млави |
| 13.   | Работнички Скопље      | 3:3 (3:3, 2:1) жреб | Напредак Крушевац       |
| 14.   | Пролетер Зрењанин      | 3:2                 | ФК Бачка Бачка Паланка  |
| 15.   | Пролетер Осијек        | 2:0                 | Јединство Брчко         |
| 16.   | Локомотива Загреб      | 4:1                 | Мура Мурска Собота      |

## Осмина финала
| бр. меча | 1. играч              | Резултат            | 2. играч               |
| -------- | --------------------- | ------------------- | ---------------------- |
| 1.       | Црвена звезда Београд | 4:1                 | Мачва Шабац            |
| 2.       | Металац Загреб        | 2:1                 | Локомотива Загреб      |
| 3.       | Динамо Загреб         | 1:1 (1:1, 1:0) жреб | Вележ Мостар           |
| 4.       | Пролетер Зрењанин     | 5:0                 | Јединство Бачка Топола |
| 5.       | Хајдук Сплит          | 3:1                 | БСК II Београд         |
| 6.       | Пролетер Осијек       | 1:0                 | Сарајево               |
| 7.       | Војводина             | 4:1                 | Работнички Скопље      |
| 8.       | Партизан Београд      | 7:0                 | Пула                   |

## Четвртфинале
| бр. меча | 1. играч              | Резултат | 2. играч          |
| -------- | --------------------- | -------- | ----------------- |
| 1.       | Црвена звезда Београд | 5:0      | Металац Загреб    |
| 2.       | Динамо Загреб         | 8:0      | Пролетер Зрењанин |
| 3.       | Хајдук Сплит          | 0:0 жреб | Пролетер Осијек   |
| 4.       | Војводина             | 2:0      | Партизан Београд  |

## Полуфинале
| бр. меча | 1. играч              | Резултат | 2. играч      |
| -------- | --------------------- | -------- | ------------- |
| 1.       | Црвена звезда Београд | 0:1      | Динамо Загреб |
| 2.       | Хајдук Сплит          | 0:2      | Војводина     |

## Финале
| Утак. | Датум        | Клуб, Место   | Резултат | Клуб, Место   |
| ----- | ------------ | ------------- | -------- | ------------- |
| 1.    | 16. децембар | Динамо Загреб | 2:0      | Војводина     |
| 2.    | 23. децембар | Војводина     | 0:2      | Динамо Загреб |

Прва утакмица
| Домаћи клуб                                   | Резултат                                                                                               | Гостујући клуб                                                                                         |
| --------------------------------------------- | --- | --- |
| Динамо Загреб                                 | 2:0 (0:0)                                                                                              | Војводина Нови Сад                                                                                     |
| Датум                                         | 16. децембар, 1951.                                                                                    | 16. децембар, 1951.                                                                                    |
| Стадион                                       | Стадион Динама, Загреб                                                                                 | Стадион Динама, Загреб                                                                                 |
| Гледалаца                                     | 15.000                                                                                                 | 15.000                                                                                                 |
| Судија                                        | Р. Ракић (Сарајево)                                                                                    | Р. Ракић (Сарајево)                                                                                    |
| НК Динамо Загреб (тренер: Бернард Хигл)       | Б. Стинчић, Д. Хорват, Црнковић, Режек, И. Хорват, Ћизарић, Бенко, Сенчар, Велф, Ж. Чајковски, Дворнић | Б. Стинчић, Д. Хорват, Црнковић, Режек, И. Хорват, Ћизарић, Бенко, Сенчар, Велф, Ж. Чајковски, Дворнић |
| ФК Војводина Нови Сад (тренер: Љубиша Броћић) | Васић, Селена, Ристић, Бошков, Милованов, Живковић, Шереш, Рајков, Д. Крстић, Веселиновић, Р. Крстић   | Васић, Селена, Ристић, Бошков, Милованов, Живковић, Шереш, Рајков, Д. Крстић, Веселиновић, Р. Крстић   |
| Стрелци                                       | 1:0 Дворнић 78', 2:0 Дворнић 83'                                                                       | 1:0 Дворнић 78', 2:0 Дворнић 83'                                                                       |

Друга утакмица
| Домаћи клуб                                   | Резултат                                                                                            | Гостујући клуб                                                                                      |
| --------------------------------------------- | --------------------------------------------------------------------------------------------------- | --------------------------------------------------------------------------------------------------- |
| Војводина Нови Сад                            | 0 - 2 (0:0)                                                                                         | Динамо Загреб                                                                                       |
| Датум                                         | 23. децембар, 1951.                                                                                 | 23. децембар, 1951.                                                                                 |
| Стадион                                       | Стадион ЈНА, Београд                                                                                | Стадион ЈНА, Београд                                                                                |
| Гледалаца                                     | 20.000                                                                                              | 20.000                                                                                              |
| Судија                                        | Б. Неделковски (Скопље)                                                                             | Б. Неделковски (Скопље)                                                                             |
| ФК Војводина Нови Сад (тренер: Љубиша Броћић) | Васић, Селена, Ристић, Бошков, Милован, Живковић, Шереш, Рајков, Д. Крстић, Веселиновић, Р. Крстић  | Васић, Селена, Ристић, Бошков, Милован, Живковић, Шереш, Рајков, Д. Крстић, Веселиновић, Р. Крстић  |
| НК Динамо Загреб (тренер: Бернард Хигл)       | Стинчић, Д. Хорват, Црнковић, Режек, И. Хорват, Ћизарић, Бенко, Сенчар, Велф, Ж. Чајковски, Дворнић | Стинчић, Д. Хорват, Црнковић, Режек, И. Хорват, Ћизарић, Бенко, Сенчар, Велф, Ж. Чајковски, Дворнић |
| Стрелци                                       | 0:1 Велф 62', 0:2 Чајковски 82'                                                                     | 0:1 Велф 62', 0:2 Чајковски 82'                                                                     |

| Победник Купа Југославије у фудбалу 1951. |
| ----------------------------------------- |
| Динамо Загреб 1. титула.                  |